# Викландт, Ольга Артуровна
Ольга Артуровна Ви́кландт (также Викланд; 24 ноября [7 декабря] 1911, Москва — 5 июня 1995, Москва) — советская актриса театра и кино. Народная артистка РСФСР (1949). Лауреат Сталинской премии второй степени (1949).

## Биография
Ольга Артуровна Викландт родилась 24 ноября (7 декабря) 1911 года  в семье Артура Анжевича (Антоновича) Викландта (1877) и Агриппины Ивановны (1885), в девичестве Елохиной . Младшая сестра — Валерия Артуровна Москвитина (1911-1992).
Ольга Викландт в 1932—1935 годах училась в театральном техникуме при Театре имени МОСПС (ученица В. В. Ванина), принимала участие в спектаклях этого театра. По окончании техникума была принята в труппу театра, где работала до 1949 года. С 1950 года — актриса Московского театра им. А. С. Пушкина. Вместе со своим учителем В. В. Ваниным «закладывала творческий фундамент» этого театра, играла в нём с прославленными артистами русской сцены.
Работала на радио, участвовала в радиопостановках: «Дэвид Копперфилд» по роману Ч. Диккенса (1949 г.; исполнила роль Дженни Мордстон), «Артемка» по повести И. Василенко «Волшебная шкатулка» (1951 г.; роль Жены полицмейстера), в оперетте И. Штрауса «Летучая мышь» (1953 г.; роль Розалинды), «По ревизии» по одноимённой пьесе М. Кропивницкого (1954 г.; роль Фроськи), «Граф Монте-Кристо» по роману А. Дюма, «Машенькина свирель» по одноимённой пьесе-сказке М. Садовского (1985 г., роль Мачехи), «Томми» по мотивам рассказа Джерома К. Джерома «Как зародился журнал Питера Хоупа» (1988 г.; роль миссис Постуистл) и другие.
Снималась в кино.
Скончалась 5 июня 1995 года. Похоронена в Москве на Новодевичьем кладбище (участок № 2) рядом с первым мужем.

### Личная жизнь
- Первый муж — В. В. Ванин.
- Второй муж — М. М. Названов.

## Признание и награды
- заслуженная артистка РСФСР (5 ноября 1947)
- народная артистка РСФСР (19 апреля 1949)
- Сталинская премия второй степени (1949) — за исполнение роли Степаниды Левашовой в спектакле «Обида» Е. Ю. Мальцева и Н. А. Венкстерн[6]
- Два ордена Трудового Красного Знамени (19.04.1949, 27.10.1967)
- медаль «За доблестный труд в Великой Отечественной войне 1941-1945 гг.» (11.01.1946)
- медаль «В память 800-летия Москвы» (1948)
- медаль «Ветеран труда» (20.11.1986).

## Творчество

### Роли в театре
- «Последняя жертва» А. Н. Островского — Ирина
- «Женитьба Бальзаминова» А. Н. Островского — сваха
- «Лгун» К. Гольдони — Коломбина
- «Украденное счастье» И. Я. Франко — Анна
- 1936 — «Васса Железнова» М. Горького — Людмила
- 1940 — «Трактирщица» К. Гольдони — Мирандолина
- 1944 — «Отелло» Шекспира — Эмилия
- 1945 — «Забавный случай» К. Гольдони — Жаннина
- 1948 — «Обида» Е. Ю. Мальцева и Н. А. Венкстерн — Степанида Левашова
- 1948 — «Московский характер» А. В. Софронова — Ирина Фёдоровна Гринёва
- 1949 — «Свадьба Кречинского» А. В. Сухово-Кобылина — Анна Антоновна Атуева
- 1954 — «На бойком месте» А. Н. Островского — Евгения
- 1960 — «Мракобесы» А. Н. Толстого — …
- 1961 — «День рождения Терезы» Г. Д. Мдивани — Эльвира
- 1966 — «Дни нашей жизни» Л. Н. Андреева — Евдокия Антоновна
- 1971 — «Большая мама» Г. Д. Мдивани — Евгения Дмитриевна Сурогина
- 1972 — «Невольницы» А. Н. Островского — Марфа
- 1973 — «За что избили корреспондента» Г. Д. Мдивани — Мариам
- 1974 — «Последние дни» М. А. Булгакова — Салтыкова
- 1976 — «Каменное гнездо» Х. Вуолийоки — старая хозяйка Нискавуори
- 1982 — «Сочная вырезка для фрёкен Авсениус» С. Огорда. Режиссёр — С. И. Яшина — фрёкен Оливия
- 1982 — «Месье Амилькар платит» И. Жамиака — Мелия
- 1983 — «Мотивы» М. А. Ворфоломеева. Режиссёр — Б. А. Морозов — Агриппина
- 1985 — «День Победы среди войны, или Блокадный оркестр» И. Г. Гаручавы и П. А. Хотяновского. Режиссёр — Б. А. Морозов. — Случайная старуха
- 1987 — «Осенняя история» А. Никколаи. Режиссёры — Б. А. Морозов и Н. Скурт — Амбра

### Фильмография
- 1944 — Родные поля — Дуня
- 1945 — Без вины виноватые — Нина Павловна Коринкина
- 1949 — Счастливый рейс — диспетчер Телегина
- 1952 — Садко — Царица-Водяница
- 1956 — Хозяйка гостиницы — Мирандолина
- 1956 — Поэт — жена аптекаря, мадам Соня Гуральник
- 1957 — Наши соседи — Людмила Павловна Шпаковская, жена Ивана Кондратьевича Шпаковского
- 1957 — Гуттаперчевый мальчик — Мария Павловна
- 1957 — Дон Кихот — крестьянка на суде Санчо Пансы
- 1958 — Ваня (фильм, 1958) — Анна Васильевна Медведкова, тётка Ивана
- 1958 — «Чудотворец» из Бирюлёва (короткометражный) — Зоя Фёдоровна
- 1960 — Совершенно серьёзно. Приятного аппетита — буфетчица
- 1960 — Вдали от Родины — Тарваль, хозяйка гостиницы
- 1961 — За двумя зайцами — мадам Нинон из Бордо, содержательница пансиона благородных девиц
- 1961 — Артист из Кохановки — продавщица пирожков
- 1962 — Фитиль № 1. В одном сапоге
- 1963 — Фитиль № 10. Человек человеку
- 1964 — Свет далёкой звезды — Нина Павловна Коломийцева, вдова, мать Вали, домохозяйка
- 1966 — Сказка о царе Салтане — Баба Бабариха
- 1966 — Снежная королева — Атаманша
- 1967 — Короткие встречи — парикмахерша Лидия Сергеевна
- 1972 — Двенадцать месяцев — мачеха
- 1973 — Последний подвиг Камо — эпизод (нет в титрах)
- 1973 — Тихоня — Раиса Петровна Чебан, мать Василия Васильевича
- 1977 — Личное счастье — дама (в титрах О. Викланд)
- 1979 — Несколько дней из жизни И. И. Обломова — дама с книгой (нет в титрах)
- 1983 — Скорость — тётя Аня

### Телеспектакли
- 1953 — «Свадьба Кречинского», фильм-спектакль театра им. Пушкина — Анна Антоновна Атуева
- 1955 — На бойком месте — Евгения Мироновна Бессудная
- 1956 — Хозяйка гостиницы — Мирандолина
- 1960 — Мёртвые души — Анна Григорьевна
- 1962 — Кто виноват? — Глафира Львовна Негрова
- 1967 — Так держать, мама! — миссис Пирсон
- 1970 — Парусиновый портфель — Бабушка
- 1971 — Дни нашей жизни — Евдокия Антоновна
- 1974 — Невольницы — экономка Марфа Севастьяновна
- 1974 — Давайте обсудим!
- 1983 — Не заплачу — донна Эрминия
- 1986 — Дождь будет — бабка Вера

### Радиопостановки
- 1949 — «Дэвид Копперфилд» по роману Ч. Диккенса; режиссёр: Р. М. Иоффе — Дженни Мордстон
- 1951 — «Артемка» повести И. Василенко «Волшебная шкатулка». Режиссёр — Александр Столбов — Жена полицмейстера
- 1952 — «Кто брат, кто сестра» А. С. Грибоедова и П. А. Вяземского; режиссёр — О. Н. Абдулов — Юлия
- 1953 — "Королевство кривых зеркал " В. Г. Губарева; режиссёр — Анатолий Карнович — Аксал
- 1954 — «По ревизии» по одноимённой пьесе Марка Кропивницкого — Фроська
- «Граф Монте-Кристо» по роману Александра Дюма —
- 1988 — «Томми» по мотивам рассказа Джером Клапка Джерома «Как зародился журнал Питера Хоупа» — миссис Постуистл